# جاستین وارسیلویچ
جاستین وارسیلویچ (انگلیسی: Justin Warsylewicz; ۱۹ october ۱۹۸۵ (۳۹ سال) – ) اسکیت‌باز سرعت اهل کانادا بود.
وی در مسابقات کشوری و بین‌المللی در مجموع برندهٔ ۲ مدال نقره شده‌است.